# 1124 Струбантія
1124 Струбантія (1124 Stroobantia) — астероїд головного поясу, відкритий 6 жовтня 1928 року.
Тіссеранів параметр щодо Юпітера — 3,263.